# ATC kód D06
ATC kód D06 Antibiotika a chemoterapeutika k užití v dermatologii je hlavní terapeutická skupina anatomické skupiny D. Dermatologika.

## D06A Antibiotika pro lokální aplikaci

### D06AX Jiná antibiotika k zevnímu použití
D06AX01 Kyselina fusidová
D06AX09 Mupirocin

## D06B Chemoterapeutika pro lokální aplikaci

### D06BA Sulfonamidy
D06BA51 Sulfadiazin stříbrný v kombinaci

### D06BB Virostatika
D06BB02 Tromantadin
D06BB03 Acyklovir
D06BB04 Podofylotoxin
D06BB06 Penciklovir
D06BB10 Imiquimod

### D06BX Jiná chemoterapeutika pro lokální aplikaci
D06BX01 Metronidazol

## Poznámka
- Registrované léčivé přípravky na území České republiky.
- Poslední aktualizace: 6. leden 2009.
- Informační zdroj: Státní ústav pro kontrolu léčiv, Všeobecná zdravotní pojišťovna.